# Mala leche
Mala leche es una expresión común en la lengua española. Suele usarse para el dicho popular «tener mala leche». 

## Uso en Argentina y Chile
La "mala leche" es una expresión que se aplica a una "mala persona" en su modo de actuar  como también se usa para expresar que algún sujeto ha realizado alguna acción o dicho con mala intención o con un fin malevolente u ofensivo hacia otra persona.
También hace referencia a tener mala suerte.

## Uso en España
La "mala leche" es una expresión coloquial que generalmente indica que alguien está de mal humor ("una persona está de mala leche"), que ataca con agresividad gratuita ("una persona que ataca con mala leche"), o se aplica a tener leche caducada en el frigorífico de la persona aludida. El origen de esta expresión se basa en la creencia de que la leche materna influye en la personalidad del bebé, aun en su salud y fe.

## Uso en Venezuela y Panamá
La "mala leche" es una expresión coloquial que generalmente se aplica al término de "mala suerte". Se dice así porque embarazar a una mujer accidentalmente se considera que era haber tenido "mala leche". Y luego se generalizó la expresión para cualquier situación en la que sucedía algo infortunado. "Ser mala leche" o "actuar con mala leche" se usa en Panamá también para aludir a personas o a conductas mal intencionadas, es decir, destinadas a realizar el mal.